# Ostrów Lubelski (gemeente)
De gemeente Ostrów Lubelski is een stad- en landgemeente in het Poolse woiwodschap Lublin, in powiat Lubartowski.
De zetel van de gemeente is in Ostrów Lubelski.
Op 30 juni 2004 telde de gemeente 5649 inwoners.

## Oppervlakte gegevens
In 2002 bedroeg de totale oppervlakte van gemeente Ostrów Lubelski 121,7 km², waarvan:
- agrarisch gebied: 68%
- bossen: 18%

De gemeente beslaat 9,43% van de totale oppervlakte van de powiat.

## Demografie
Stand op 30 juni 2004:
| Omschrijving                   | Totaal | Totaal | Vrouwen | Vrouwen | Mannen | Mannen |
| ------------------------------ | ------ | ------ | ------- | ------- | ------ | ------ |
| eenheid                        | aantal | %      | aantal  | %       | aantal | %      |
| inwoners                       | 5649   | 100    | 2842    | 50,3    | 2807   | 49,7   |
| bevolkingsdichtheid (inw./km²) | 46,4   | 46,4   | 23,4    | 23,4    | 23,1   | 23,1   |

In 2002 bedroeg het gemiddelde inkomen per inwoner 1286,05 zł.

## Administratieve plaatsen (sołectwo)
Bójki, Jamy, Kaznów, Kaznów-Kolonia, Kolechowice Drugie, Kolechowice Pierwsze, Kolechowice-Folwark, Kolechowice-Kolonia, Rozkopaczew (sołectwa: Rozkopaczew I en Rozkopaczew II), Rudka Kijańska, Wólka Stara Kijańska.

## Aangrenzende gemeenten
Ludwin, Niedźwiada, Parczew, Serniki, Spiczyn, Uścimów